# Vass Károly (kézilabdázó)
Vass Károly (Ipolyság, 1944. június 14. – 2021. szeptember 6. vagy előtte) magyar válogatott kézilabdázó, olimpikon.

## Pályafutása
Vass Károly pályafutása során klubszínekben a XV. ker. Vasasnak, majd ezt követően tizenkilenc évig az Elektromosnak volt meghatározó játékosa. Háromszor nyert bajnoki címet a csapattal, ugyanennyiszer volt Magyar Népköztársaság-kupa-győztes. 1974-ben az év kézilabdázójának választották Magyarországon. 
A magyar válogatottban 1971-ben mutatkozott be, 1982-ig 115 alkalommal viselte a címeres mezt. Két olimpián és két világbajnokságon vett részt a válogatottal, az 1972-es müncheni olimpián nyolcadik, az 1976-os montréali játékokon hatodik helyen zárt a csapattal. Előbbi tornán hat mérkőzésen tizenegy, utóbbin öt mérkőzésen tizennyolc gólt szerzett.
Pályafutása befejezését követően is a sportág közelében maradt. Játékospályafutása után - 1982-től - két évet töltött edzőként Kuvaitban az Al-Shabab Klubnál. 1989-ben az Elektromos elnöke lett. 1993 és 2004 között a Magyar Kézilabda Szövetség alelnöke, a Magyar Olimpiai Bizottság alelnöke, valamint a Sportegyesületek Országos Szövetségének elnöke volt.

## Sikerei, díjai
Elektromos
- Magyar bajnok: 1969, 1970, 1971
- Magyar Népköztársaság-kupa-győztes: 1976, 1980, 1981

Egyéni elismerés
- Az év magyar kézilabdázója: 1974

Állami kitüntetés
- A Magyar Köztársasági Érdemrend lovagkeresztje (2004)